# تقسیمات کشوری در ایران
تقسیمات کشوری در ایران دارای چهار سطح است و به‌ترتیب به استان، شهرستان، بخش و دهستان تقسیم  می‌شود.

## تقسیمات کشوری
| سطح | عنوان      |
| --- | ---------- |
| ۱   | استان      |
| ۲   | شهرستان    |
| ۳   | بخش        |
| ۴   | دهستان شهر |

## تعریف تقسیمات

### استان

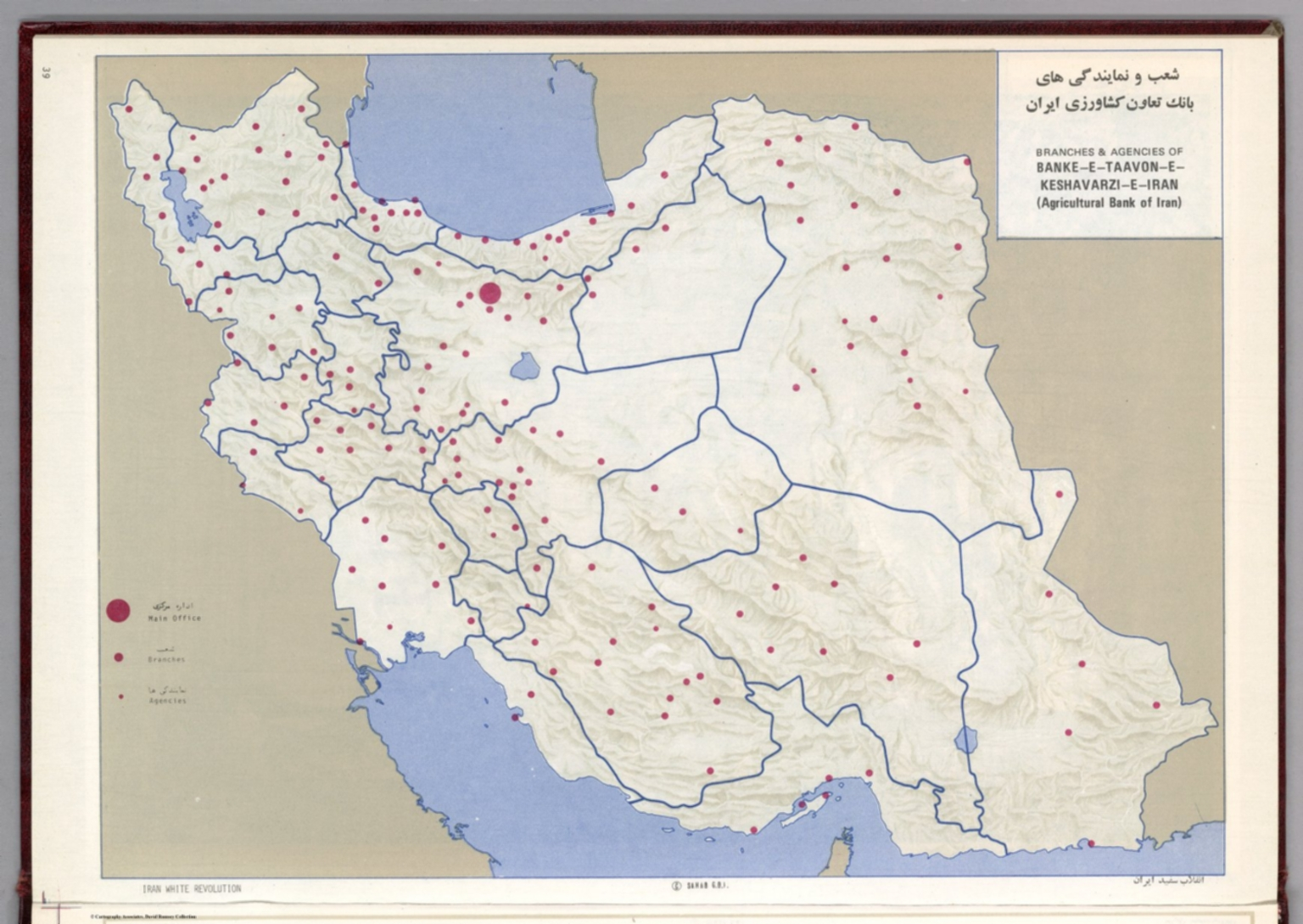
۲۴ استان ایران در نقشه سال ۱۳۵۱ خورشیدی

واحدی از تقسیمات کشوری است با محدوده جفرافیایی مشخص و از پیوستن چند شهرستان همجوار با توجه به موقعیت‌های طبیعی، اجتماعی، سیاسی، فرهنگی و اقتصادی ایجاد می‌شود.
استان توسط استانداری اداره می‌شود، استانداری در مرکز استان قرار دارد. به بالاترین مسئول استان استاندار می‌گویند.
ماده ۹ قانون تقسیمات کشوری مصوب ۱۲ تیر ۱۳۶۲ مجلس شورای اسلامی
ماده ۹: «استان»، واحدی از تقسیمات کشوری است با محدوده جغرافیایی معین که از به هم پیوستن چند شهرستان همجوار با توجه به موقعیتهای سیاسی، اجتماعی، فرهنگی، اقتصادی و طبیعی تشکیل می‌شود.
تبصره ۱-وزارت کشور بنا به ضرورت می‌تواند با تصویب هیئت وزیران با انتزاع و الحاق روستاها، بخشها یا شهرستانهای مجاور، استانها را تعدیل نماید مگر آنکه به تصویب مجلس شورای اسلامی، ایجاد استان جدید ضروری شناخته شود. استان جدید باید حداقل یک میلیون نفر جمعیت داشته باشد. تبصره ۲-مرکز استان یکی از شهرهای همان استان است که مناسب‌ترین کانون سیاسی، اقتصادی، فرهنگی، طبیعی و اجتماعی آن استان شناخته می‌شود.

### شهرستان
واحدی از تقسیمات کشوری است که از چند بخش همجوار که از نظر عوامل طبیعی، اجتماعی، اقتصادی، سیاسی و فرهنگی واحد متناسب و همگن می‌باشند به وجود می‌آید.
شهرستان توسط فرمانداری اداره می‌شود و در مرکز شهرستان قرار دارد. به بالاترین مسئول شهرستان فرماندار می‌گویند.

### بخش
واحدی است از تقسیمات کشوری که دارای محدوده جغرافیایی معین بوده و از به هم پیوستن چند دهستان همجوار مشتمل بر چندین مزرعه، مکان، روستا و احیاناً شهر که در آن عوامل طبیعی و اوضاع اجتماعی، فرهنگی، اقتصادی و سیاسی واحد همگنی را به وجود می‌آورد به نحوی که با در نظر گرفتن تناسب، وسعت، جمعیت، ارتباطات و دسترسی و سایر موقعیت‌ها، نیل به اهداف و برنامه‌ریزی‌های دولت در جهت احیاء امکانات طبیعی و استعدادهای اجتماعی و توسعه امور رفاهی و اقتصادی آن تسهیل گردد.
بخش توسط بخشداری اداره می‌شود.

### دهستان
کوچک‌ترین واحد تقسیمات کشوری است که دارای محدوده جغرافیایی معین بوده و از به هم پیوستن چند روستا، مکان، مزرعه همجوار تشکیل می‌شود که از لحاظ محیط طبیعی، فرهنگی، اقتصادی و اجتماعی همگن بوده و امکان خدمات رسانی و برنامه‌ریزی در سیستم و شبکه واحدی را فراهم می‌نماید.
شهر: شهر محلی است با حدود قانونی که در محدوده جغرافیایی بخش واقع شده و از نظر بافت ساختمانی، اشتغال و سایر عوامل، دارای سیمایی با ویژگی‌های خاص خود بوده به طوری که اکثریت ساکنان دائمی آن در مشاغل کسب، تجارت، صنعت، کشاورزی، خدمات و فعالیت‌های اداری اشتغال داشته و در زمینه خدمات شهری از خودکفایی نسبی برخوردار و کانون مبالات اجتماعی، اقتصادی، فرهنگی و سیاسی حوزه جذب و نفوذ پیرامون خود بوده و حداقل دارای ده هزار نفر جمعیت باشد.
دهستان توسط دهداری اداره می‌شود.
| واحد تقسیمات کشوری ایران | نام پیش از سال ۱۳۱۶ | مسئول در تقسیمات کنونی   | مسئول در تقسیمات پیشین |
| ------------------------ | ------------------- | ------------------------ | ---------------------- |
| کشور                     | ممالک محروسه ایران  | وزیر کشور                | شاه                    |
| استان                    | ایالت               | استاندار                 | حاکم ایالتی            |
| شهرستان                  | ولایت               | فرماندار و فرماندار ویژه | حاکم، والی             |
| بخش                      | بلوک                | بخشدار                   | نایب‌الحکومه            |
| شهر                      | شهر                 | شهردار                   | رئیس بلدیه             |
| دهستان                   | بلوک/قصبه           | دهدار                    | سر بلوک باشی           |
| روستا                    | قریه                | دهیار                    | کدخدا                  |

## آمار تقسیمات کشوری
براساس آخرین وضع تقسیمات کشوری در پایان سال ۱۴۰۱ گاه‌شماری خورشیدی، کشور ایران از ۳۱ استان، ۴۷۶ شهرستان، ۱۱۷۰ بخش، ۱۴۳۱ شهر، ۲۷۳۶ دهستان و ۴۱ فرمانداری ویژه تشکیل یافته است.
| ردیف | استان               | مرکز       | شهرستان | بخش | شهر | دهستان | آبادی؟ | فرمانداری ویژه (درجه ۱) هر مورد با ذکر منبع              |
| ---- | ------------------- | ---------- | ------- | --- | --- | ------ | ------ | -------------------------------------------------------- |
| ۱    | آذربایجان شرقی      | تبریز      | ۲۱      | ۴۸  | ۷۰  | ۱۴۶    | ۳۰۷۰   | ۳: مراغه - مرند - میانه                                  |
| ۲    | آذربایجان غربی      | ارومیه     | ۱۹      | ۴۵  | ۴۸  | ۱۱۸    | ۳۶۶۰   | ۳: خوی - میاندوآب - مهاباد                               |
| ۳    | اردبیل              | اردبیل     | ۱۲      | ۳۱  | ۳۲  | ۷۵     | ۱۸۶۳   |                                                          |
| ۴    | اصفهان              | اصفهان     | ۲۸      | ۵۶  | ۱۱۴ | ۱۳۳    | ۳۶۲۵   | ۲: کاشان - نجف آباد                                      |
| ۵    | البرز               | کرج        | ۷       | ۱۴  | ۱۸  | ۳۱     | ۴۷۳    | ۱: کرج                                                   |
| ۶    | ایلام               | ایلام      | ۱۲      | ۲۹  | ۲۷  | ۵۵     | ۱۱۲۷   |                                                          |
| ۷    | بوشهر               | بندر بوشهر | ۱۰      | ۲۷  | ۴۰  | ۵۲     | ۸۶۲    |                                                          |
| ۸    | تهران               | تهران      | ۱۶      | ۳۵  | ۴۹  | ۷۳     | ۱۰۴۷   | ۳: شهرری - تهران                                         |
| ۹    | چهارمحال و بختیاری  | شهرکرد     | ۱۱      | ۲۷  | ۴۳  | ۵۳     | ۹۹۰    |                                                          |
| ۱۰   | خراسان جنوبی        | بیرجند     | ۱۱      | ۲۹  | ۳۱  | ۶۶     | ۳۵۷۰   | ۱: طبس                                                   |
| ۱۱   | خراسان رضوی         | مشهد       | ۳۴      | ۸۳  | ۹۶  | ۱۸۰    | ۷۳۹۰   | ۳: سبزوار - نیشابور - تربت حیدریه - مشهد                 |
| ۱۲   | خراسان شمالی        | بجنورد     | ۹       | ۲۱  | ۲۵  | ۴۷     | ۱۲۹۷   |                                                          |
| ۱۳   | خوزستان             | اهواز      | ۳۰      | ۷۱  | ۹۰  | ۱۴۷    | ۶۴۳۴   | ۳: آبادان - دزفول - خرمشهر                               |
| ۱۴   | زنجان               | زنجان      | ۸       | ۱۹  | ۲۱  | ۵۰     | ۱۲۱۲   |                                                          |
| ۱۵   | سمنان               | سمنان      | ۸       | ۱۶  | ۲۱  | ۳۳     | ۲۲۲۰   | ۱: شاهرود                                                |
| ۱۶   | سیستان و بلوچستان   | زاهدان     | ۲۶      | ۶۷  | ۵۵  | ۱۴۲    | ۱۰۰۱۴  | ۳: ایرانشهر - زابل - چابهار                              |
| ۱۷   | فارس                | شیراز      | ۳۷      | ۹۷  | ۱۲۱ | ۲۲۲    | ۸۳۸۲   | 7: لارستان - جهرم - فسا - مرودشت - کازرون - داراب- آباده |
| ۱۸   | قزوین               | قزوین      | ۶       | ۱۹  | ۲۸  | ۴۶     | ۱۱۵۲   |                                                          |
| ۱۹   | قم                  | قم         | ۳       | ۷   | ۶   | ۱۳     | ۳۶۱    |                                                          |
| ۲۰   | کردستان             | سنندج      | ۱۰      | ۳۱  | ۳۳  | ۸۶     | ۱۸۸۷   | ۱: سقز                                                   |
| ۲۱   | کرمان               | کرمان      | ۲۵      | ۶۰  | ۸۴  | ۱۵۴    | ۱۱۷۶۹  | ۲: سیرجان - رفسنجان                                      |
| ۲۲   | کرمانشاه            | کرمانشاه   | ۱۴      | ۳۴  | ۳۵  | ۸۷     | ۳۱۵۰   |                                                          |
| ۲۳   | کهگیلویه و بویراحمد | یاسوج      | ۹       | ۲۲  | ۲۱  | ۵۰     | ۲۲۶۶   |                                                          |
| ۲۴   | گلستان              | گرگان      | ۱۴      | ۲۷  | ۳۵  | ۶۰     | ۱۰۴۷   | ۱: گنبد کاووس                                            |
| ۲۵   | گیلان               | رشت        | ۱۷      | ۴۶  | ۵۳  | ۱۱۳    | ۲۹۰۶   |                                                          |
| ۲۶   | لرستان              | خرم‌آباد    | ۱۲      | ۳۶  | ۳۳  | ۹۰     | ۳۴۶۷   | ۱: بروجرد                                                |
| ۲۷   | مازندران            | ساری       | ۲۲      | ۵۸  | ۶۳  | ۱۳۳    | ۳۶۰۵   | ۳: بابل - آمل - تنکابن                                   |
| ۲۸   | مرکزی               | اراک       | ۱۲      | ۲۴  | ۳۴  | ۶۷     | ۱۵۷۵   | ۱: ساوه                                                  |
| ۲۹   | هرمزگان             | بندرعباس   | ۱۳      | ۴۰  | ۵۰  | ۸۸     | ۲۲۷۰   | ۱: میناب                                                 |
| ۳۰   | همدان               | همدان      | ۱۰      | ۲۶  | ۳۲  | ۷۵     | ۱۲۰۸   | ۱: ملایر                                                 |
| ۳۱   | یزد                 | یزد        | ۱۲      | ۲۵  | ۲۳  | ۵۱     | ۴۰۱۸   | ۲:میبد _ اردکان                                          |

## تقسیمات منطقه‌ای استان‌های کشور
در روز سه‌شنبه ۱۸ آذر ۱۳۹۲ عبدالرضا رحمانی فضلی وزیر کشور دولت یازدهم جمهوری اسلامی ایران گفت: «طرح منطقه‌ای کردن استان‌های کشور و تقسیمات جدید کشوری از سوی وزارت کشور در دست بررسی و مطالعه است.» وی افزود: «اجرای این طرح نیازمند اصلاح قانون است و مسیر طولانی خواهد داشت، اما وزارت کشور به شکل قراردادی برای هر چهار یا پنج استان کشور به صورت یک منطقه برنامه‌ریزی کرده است.» این طرح یک طبقه‌بندی داخلی مربوط به وزارت کشور با اهداف توسعه بهتر است که همان سال با ۵ منطقه‌بندی تعیین گردیده است.